# Fritz Wirtz
Ehrenringverleihung an Fritz Wirtz, 1985

Link zum Bild

Friedrich Bernhard Wirtz (* 24. Juni 1921 in Gelsenkirchen; † 19. März 1994) war ein deutscher Politiker der SPD.

## Ausbildung und Beruf
Nach dem Abschluss der Volksschule und Berufsschule machte Fritz Wirtz eine Lehre als Werkzeugmacher. Danach wurde er Technischer Zeichner. Im Anschluss besuchte er die Akademie der Arbeit, Frankfurt. Er arbeitete als 1. Bevollmächtigter und Geschäftsführer der IG Metall in der Verwaltungsstelle Bochum.

## Politik
Fritz Wirtz war ab 1946 Mitglied der SPD. Im SPD-Kreisverbandsvorstand Bochum war er von 1968 bis 1975 tätig. Von 1970 bis 1975 war er Mitglied des geschäftsführenden Kreisverbandsvorstandes. 1975 wurde er stellvertretender Vorsitzender des SPD-Unterbezirks Bochum. Wirtz war ab 1976 Vorsitzender des Ortsvereins Bochum-Griesenbruch. Ferner fungierte er als Mitglied des Landesausschusses der Arbeitsgemeinschaft für Arbeit. Von 1948 bis 1953 war er als Jugendsekretär im Deutschen Gewerkschaftsbund Ortsausschuss Wattenscheid und Düsseldorf tätig. Von 1954 bis 1960 war er Vorsitzender des Deutschen Gewerkschaftsbundes Kreis Neuss-Grevenbroich und von 1960 bis 1966 Vorsitzender des Deutschen Gewerkschaftsbundes Kreis Wattenscheid. Mitglied des Beirats und der Großen Tarifkommission der Industriegewerkschaft Metall wurde er 1967. Als Stadtverordneter der Stadt Bochum fungierte er von 1969 bis 1970.
Fritz Wirtz war vom 26. Juli 1970 bis zum 29. Mai 1985 direkt gewähltes Mitglied des 7., 8. und 9. Landtages von Nordrhein-Westfalen für den Wahlkreis 106 Bochum II bzw. für den Wahlkreis 124 Bochum I.

## Auszeichnungen
- 1985: Ehrenring der Stadt Bochum[1]